# هوشیار (ترانه دمی لواتو)
«هوشیار» (به انگلیسی: Sober) ترانه‌ای از خواننده و ترانه‌نویس اهل ایالات متحده آمریکا دمی لواتو است. ترانه در ابتدا در ۲۱ ژوئن ۲۰۱۸ به‌طور انحصاری برای خدمات پخش موسیقی و رسانه جاری از طریق هالیوود و آیلند رکوردز منتشر شد و در همان روز در آی‌تیونز استور در دسترس قرار گرفت. لواتو در این ترانه فاش کرد که پس از شش سال میانه‌روی در مصرف مواد دوباره بیمار شده‌است. یک ماه پس از انتشار ترانه، لواتو به دلیل مصرف بیش از حد مواد مخدر در بیمارستان بستری شد.
از نظر تجاری، این ترانه در ایرلند، پرتغال و مجارستان به ۴۰ رتبه برتر در جدول فروش رسید و در ایالات متحده و پرتغال گواهی طلا را دریافت کرد.